# Bestyckning
Bestyckning är ett fästningsverks, örlogsfartygs eller stridsfordons beväpning.
Ursprungligen avsågs endast artilleribeväpningen, men numera räknas även andra vapen, som torpeder och robotar, in.